# John Northcott
John Northcott (ur. 24 marca 1890 w Creswick, zm. 4 sierpnia 1966 w Sydney) – australijski żołnierz i urzędnik państwowy, generał, w latach 1946–1957 gubernator Nowej Południowej Walii. Był pierwszym w historii Australijczykiem na tym stanowisku, wcześniej zajmowali je wyłącznie Brytyjczycy.

## Życiorys

### Kariera wojskowa
Pochodził ze stanu Wiktoria, gdzie przyszedł na świat jako pierwsze dziecko sklepikarza. Ukończył University of Melbourne, równocześnie przechodząc trening w ramach milicji. W 1912 został żołnierzem zawodowym w stopniu porucznika, służył na Tasmanii. W 1914, po wybuchu I wojny światowej, został członkiem Australian Imperial Force (AIF), części australijskich sił zbrojnych, która miała brać udział w walkach w Europie i na Bliskim Wschodzie. W tym samym roku dostał awans na kapitana. W 1915 został ranny w klatkę piersiową podczas bitwy o Gallipoli. Po okresie leczenia w Egipcie i w Anglii został odesłany do Australii, zgodnie z panującą wówczas w wojsku tego kraju zasadą, iż nie należy narażać zawodowych oficerów na więcej niż jedną poważną ranę wojenną. W 1916 został formalnie przeniesiony z AIF z powrotem do regularnej armii, w ramach której służył w stanie Australia Zachodnia.
W 1919 został awansowany na stopień majora, a rok później otrzymał brevet, choć w praktyce zaczął z niego korzystać dopiero w 1923. W latach 1924–1926 przebywał na studiach sztabowych w Anglii. Po powrocie został zadysponowany do kwatery głównej australijskich wojsk lądowych, mieszczącej się wówczas w Melbourne, gdzie był dyrektorem ds. magazynów i transportu. W ramach tych obowiązków odpowiadał m.in. za logistykę podróży księcia Yorku, późniejszego króla Jerzego VI, w czasie jego półrocznego pobytu w Australii w 1927 roku. W latach 1931–1932 służył jako oficer sztabowy na szczeblu dywizji. W latach 1932–1936 ponownie przebywał w Anglii w ramach wymiany kadr oficerskich między Australią a Wielką Brytanią. W tym czasie ukończył kolejne wojskowe studia podyplomowe. W 1935 został podpułkownikiem. W 1936 wyjechał do Ameryki Północnej jako oficer łącznikowy przy siłach zbrojnych USA i Kanady. W 1937 powrócił do służby sztabowej w Australii. We wrześniu 1939 został pułkownikiem i otrzymał funkcję szefa wywiadu wojskowego.
Już po półtora miesiąca służby na tym stanowisku został awansowany na zastępcę szefa Sztabu Generalnego, otrzymał też awans od razu o dwa stopnie, na dwugwiazdkowego generała. W latach 1941 służył krótko na Bliskim Wschodzie, po czym otrzymał zadanie organizacji pierwszych w dziejach australijskiego wojska jednostek pancernych. Otrzymał także trzecią gwiazdkę generalską. W listopadzie 1942 został szefem Sztabu Generalnego. Po zakończeniu wojny, w grudniu 1945 został dowódcą sił okupacyjnych Wspólnoty Narodów w Japonii.

### Gubernator
W kwietniu 1946 Northcott otrzymał w dużej mierze reprezentacyjny urząd gubernatora Nowej Południowej Walii, jako pierwszy w dziejach rodowity Australijczyk. W czerwcu 1946 opuścił Japonię i zakończył czynną służbę wojskową, a 1 sierpnia 1946 oficjalnie objął nowe stanowisko w Sydney. Zajmował urząd gubernatora przez prawie 11 lat, aż do lipca 1957, kiedy to przeszedł na emeryturę. Przeżył na niej jeszcze dziewięć lat, zmarł w sierpniu 1966 w swoim domu na przedmieściach Sydney. Miał 76 lat.

### Odznaczenia
Northcott był kawalerem trzech spośród głównych brytyjskich orderów: Orderu Łaźni, Orderu św. Michała i św. Jerzego oraz Królewskiego Orderu Wiktoriańskiego. W dwóch ostatnich przypadkach posiadał order klasy Rycerz Komandor, co uprawniało go do posługiwania się tytułem Sir.